# 若林城
若林城17世紀前半是日本古陸奥国宮城郡、仙台城南東方小泉的平城。1628年本城由伊達政宗改名為仙台城，1636年廢城。江戸時代成為若林薬園有種植薬草。現今仙台市若林區古城仍遺留有護城河和土壘。